# William Legge (2e comte de Dartmouth)
Pour les articles homonymes, voir William Legge.
William Legge (20 juin 1731 - 7 juillet 1801, Blackheath, Kent), 2e comte de Dartmouth (en), est un homme d'État britannique qui participe au gouvernement avant et pendant la révolution américaine.

## Biographie
Petit-fils de William Legge (1672-1750), il lui succède dans le titre de comte de Dartmouth et à la Chambre des lords en 1750. Le titre de comte de Dartmouth avait été créée en 1711. Dartmouth est une ville du littoral sud de l'Angleterre.

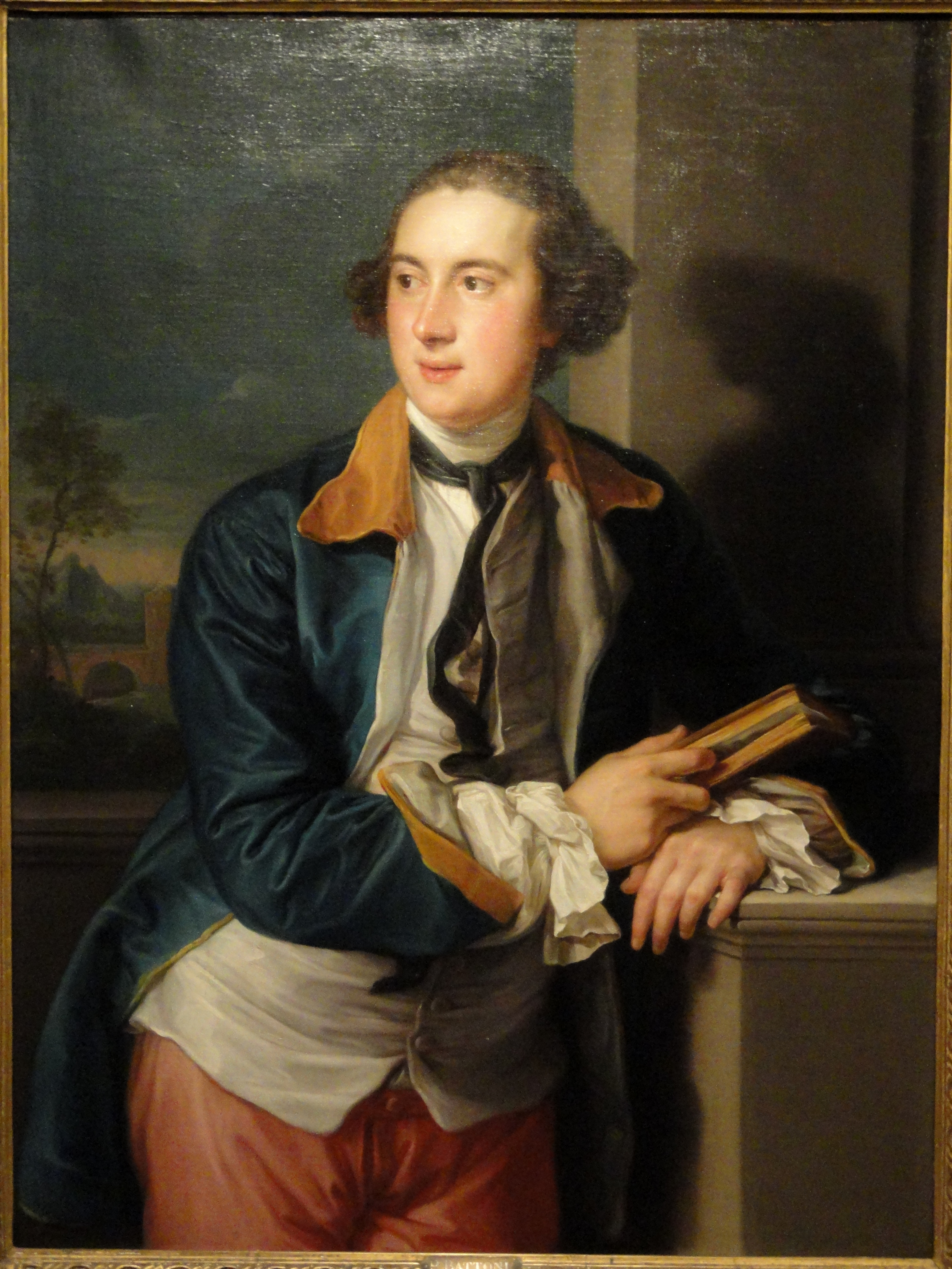

Il sert notamment comme First Lord of Trade (en) de 1765 à 1766 et de 1772 à 1775, secrétaire d'État aux colonies du roi George III de 1772 à 1775, Lord du Sceau Privé de 1775 à 1782 et Lord Steward en 1783.
Il finance largement la création du Dartmouth College, établi en 1769 afin d'éduquer les enfants des colons et des Amérindiens dans le New Hampshire. À Londres, il aide le Foundling Hospital et en est le vice-président de 1775 à 1801.
Gendre de Charles Gounter Nicoll, il est le père de George Legge, de l'amiral Arthur Kaye Legge (en) et de l'évêque Edward Legge.